# Stéphane Ruffier
Stéphane Ruffier (født 27. september 1986 i Bayonne, Frankrig) er en fransk fodboldspiller, der spiller som målmand hos AS Saint-Étienne i den franske Ligue 1. Han har spillet for klubben siden 2011. Tidligere har han repræsenteret AS Monaco samt Aviron Bayonnais fra sin hjemby.
Med Saint-Étienne var Ruffier i 2013 med til at vinde den lille franske pokalturnering, Coupe de la Ligue.

## Landshold
Ruffier står (pr. marts 2018) noteret for tre kampe for Frankrigs landshold, som han debuterede for 11. august 2010 i en venskabskamp mod Norge. Han var en del af landets trup til VM i 2014 i Brasilien.

## Titler
Coupe de la Ligue
- 2013 med Saint-Étienne